# Columnea lariensis
Columnea lariensis är en tvåhjärtbladig växtart som beskrevs av Kriebel. Columnea lariensis ingår i släktet Columnea och familjen Gesneriaceae. Inga underarter finns listade i Catalogue of Life.